# Día Internacional del Leopardo Árabe
El Día Internacional del Leopardo Árabe es una jornada conmemorativa que se celebra anualmente el 10 de febrero desde 2022, recibió reconocimiento internacional por la Asamblea General de las Naciones Unidas en 2023.

## Proclamación
La proclamación del Día Internacional del Leopardo Árabe fue realizada inicialmente por el Consejo de Ministros de Arabia Saudita en febrero de 2022. El 12 de junio de 2023, la Asamblea General de las Naciones Unidas adoptó formalmente esta iniciativa, otorgándole un reconocimiento internacional. Esta iniciativa fue promovida con el objetivo de concienciar y promover la protección del leopardo árabe, una especie críticamente amenazada. La Comisión Real para AlUla, encargada de la preservación y el fomento del desarrollo sostenible en la región de AlUla, ha desempeñado un rol significativo en la instauración del Día Internacional del Leopardo Árabe. Esta entidad ha colaborado activamente en la promoción de la concienciación sobre la situación crítica del leopardo árabe y ha liderado esfuerzos para su conservación. Entre sus iniciativas, se incluyen la creación de un fondo dedicado a la protección de esta especie, el establecimiento de centros de cría en cautividad y la ampliación de las áreas protegidas. Estas medidas se inscriben dentro de una estrategia más amplia orientada a la recuperación de la especie y su eventual reintroducción en su hábitat natural en las montañas de AlUla.

## Celebración
El Día Internacional del Leopardo Árabe se celebra anualmente el 10 de febrero. La primera celebración tuvo lugar en 2022, y desde entonces, incluye actividades educativas, campañas de sensibilización y la promoción de iniciativas de conservación. En 2023, se llevó a cabo una notable campaña internacional en el Reino Unido y Estados Unidos, destacada por la proyección de vallas publicitarias en Londres y Nueva York, con el propósito de aumentar la conciencia sobre la precaria situación de esta especie. Paralelamente, investigadores españoles contribuyeron a los esfuerzos de conservación mediante la secuenciación del genoma de dos ejemplares de leopardo árabe, destacando la importancia de la investigación genética para la protección de esta especie en peligro.